# Communauté de communes du Contynois

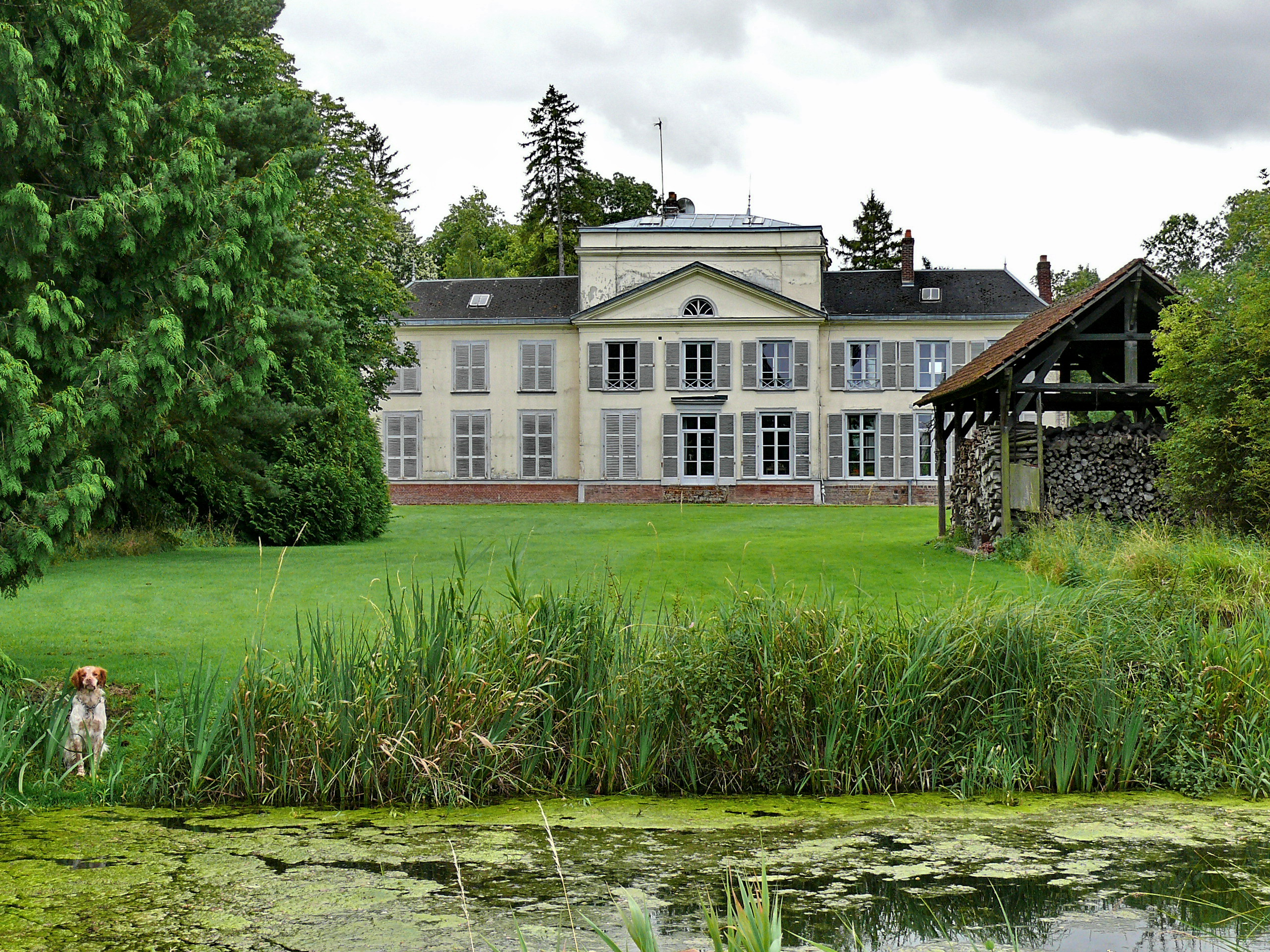
Château de Luzière à Conty.

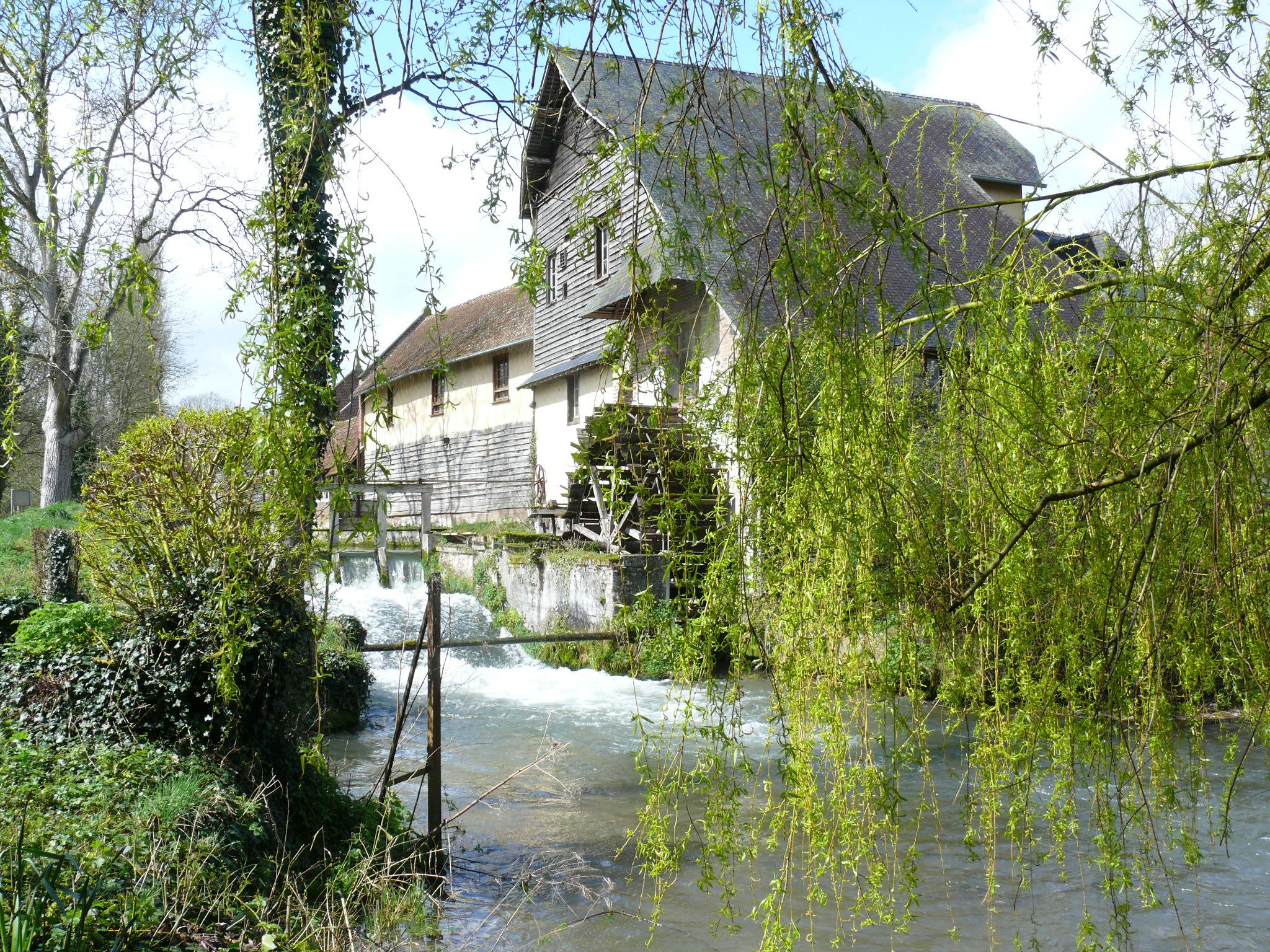
Le Moulin de Frémontiers.

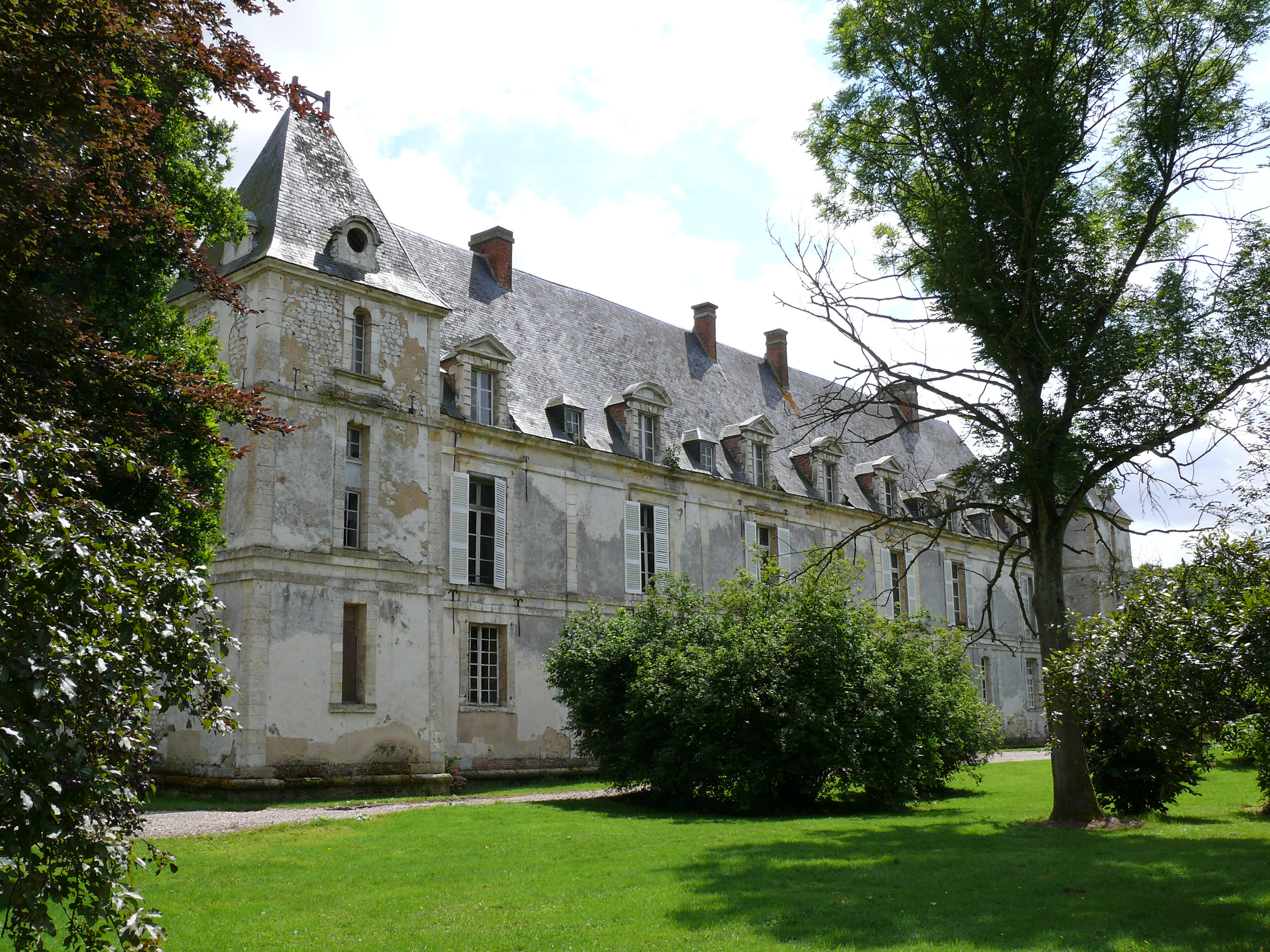
Le Château de Thoix.

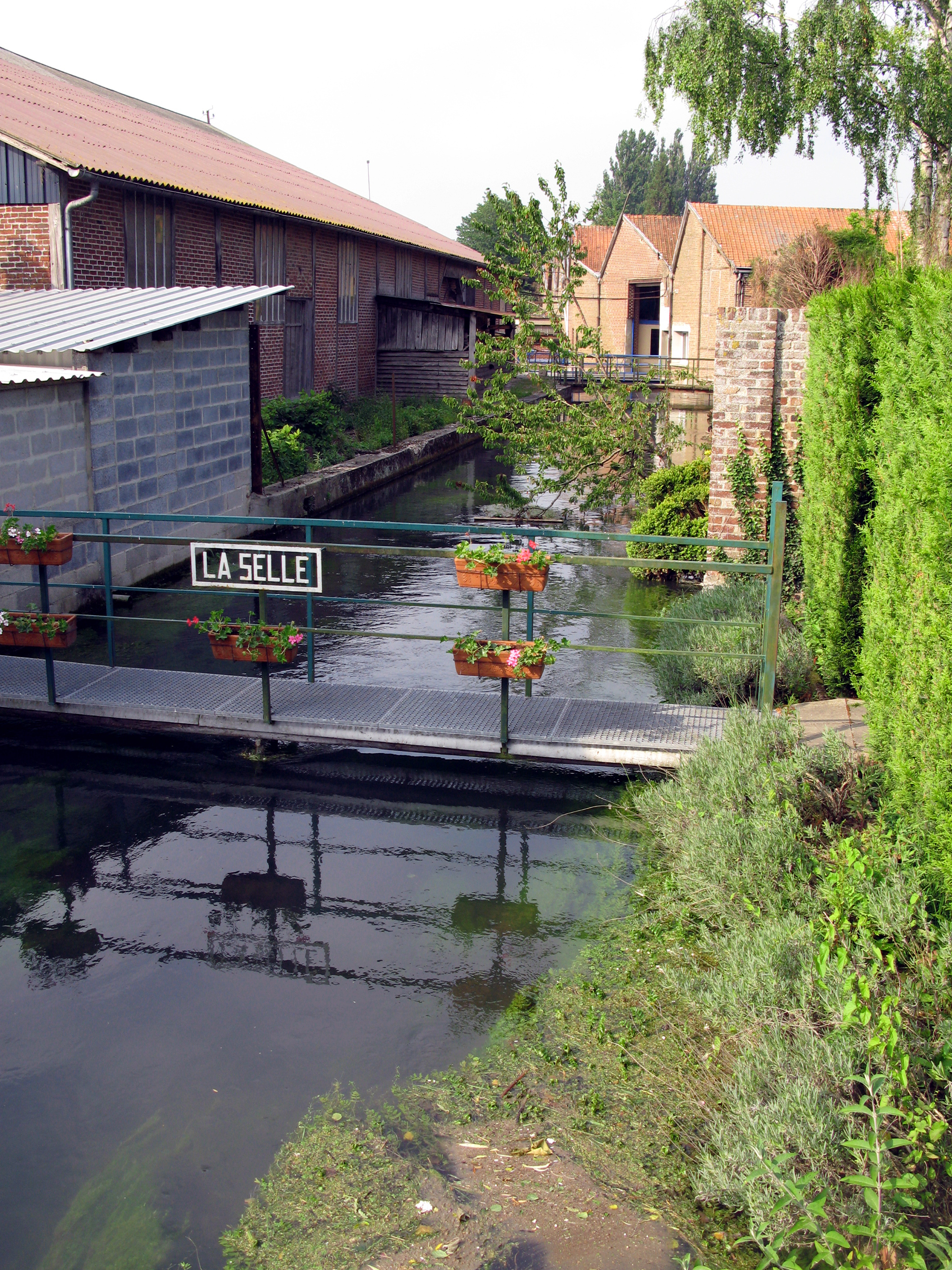
Lœuilly fut l'un des premiers villages à disposer de l'électrification grâce à ses moulins.

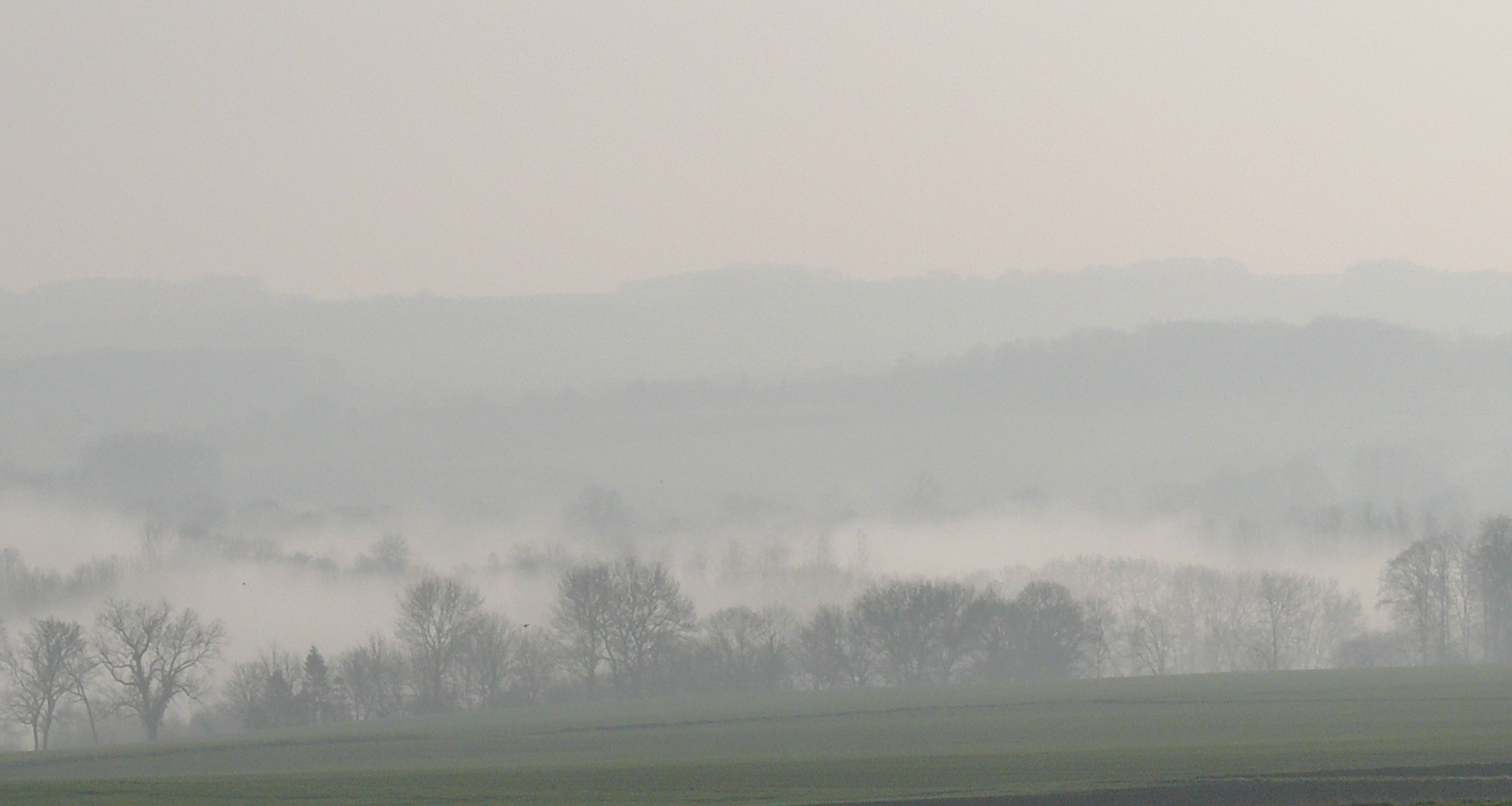
Brume matinale sur la Vallée des Évoissons.

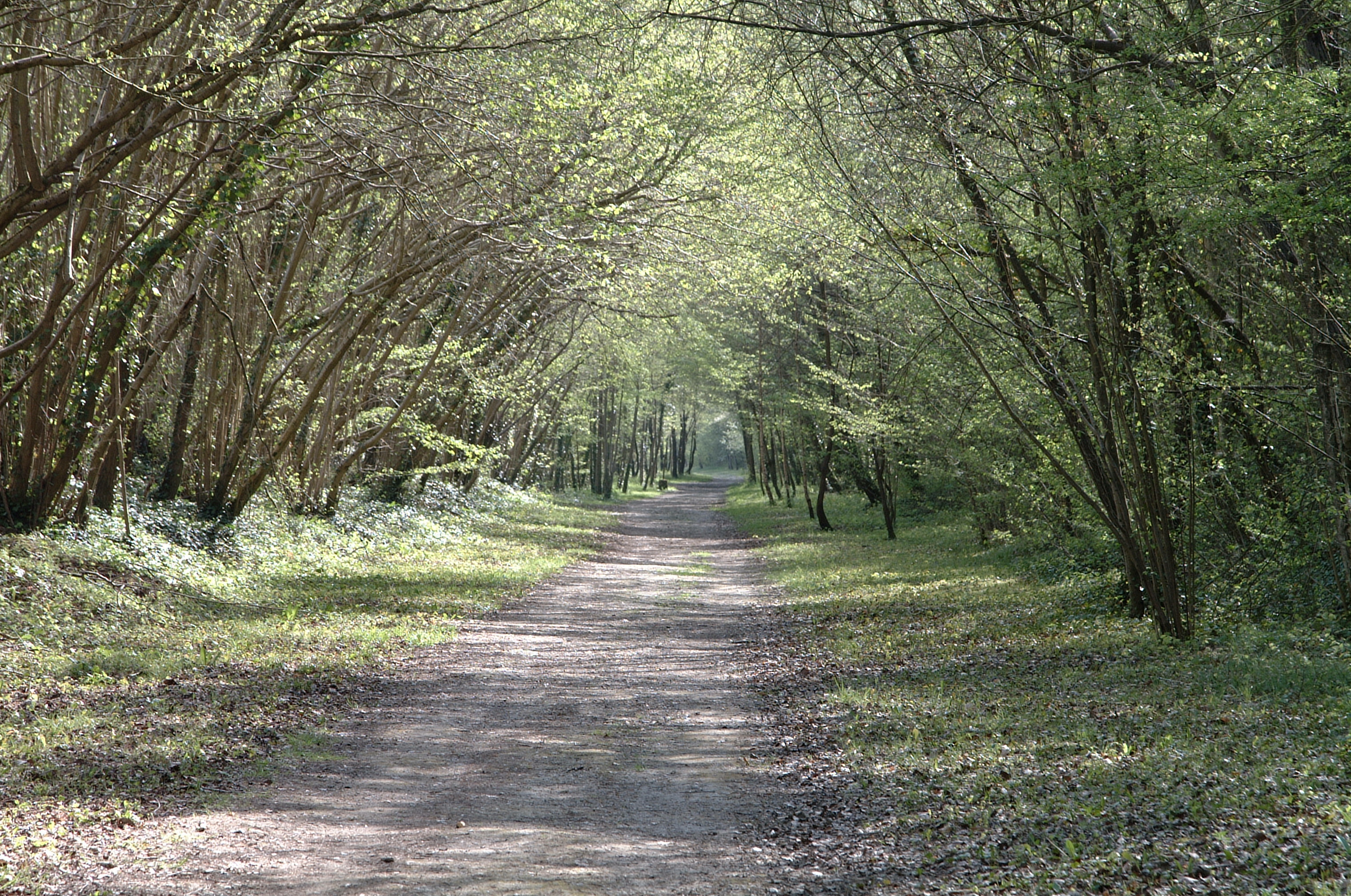
La Coulée verte, un chemin de randonnée réalisé sur l'emprise de l'ancienne ligne Beauvais - Amiens.

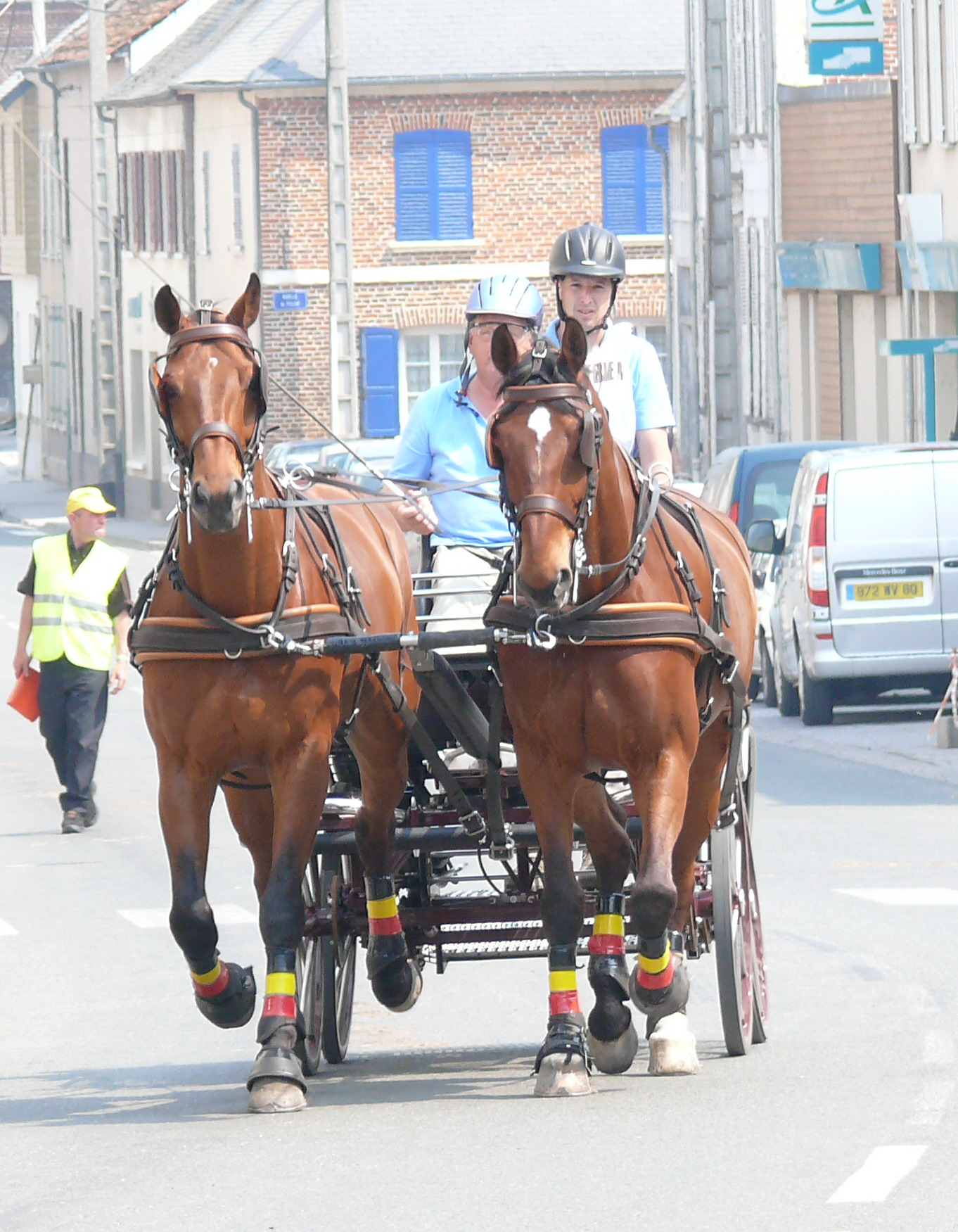
Conty a une grande réputation dans le monde hippique grâce à ses concours internationaux d'atelage et aux artisans selliers, bourreliers...

La communauté de communes du Contynois (CCC) (dénommée jusqu'en 2015 communauté de communes du canton de Conty)  est une ancienne communauté de communes française, située dans le département de la Somme et la région Hauts-de-France. 
Au 1er janvier 2017, la structure fusionne avec deux autres communauté de communes pour devenir la Communauté de communes Somme-Sud-Ouest.

## Historique
La Communauté de communes du canton de Conty, qui succède à un SIVOM et un SIVU compétents en matière de voirie et de service aux personnes âgées datant de 1989, est créée par un arrêté préfectoral du 23 décembre 1996, et s’est substituée aux syndicats préexistants tels que le SIVOM et le SIVU de la coulée verte.
À la suite de la disparition du canton de Conty dans le cadre du redécoupage cantonal de 2014 en France, la communauté a décidé de se renommer Communauté de communes du Contynois.
Dans le cadre des dispositions de la loi portant nouvelle organisation territoriale de la République du 7 août 2015, qui prévoit que les établissements publics de coopération intercommunale (EPCI) à fiscalité propre doivent avoir un minimum de 15 000 habitants, la préfète de la Somme propose en octobre 2015 un projet de nouveau schéma départemental de coopération intercommunale (SDCI) qui prévoit la réduction de 28 à 16 du nombre des intercommunalités à fiscalité propre du Département. 
Ce projet prévoit la « fusion des communautés de communes du Sud Ouest Amiénois, du Contynois et de la région d’Oisemont  », le nouvel ensemble de 37 412 habitants regroupant 120 communes,. À la suite de l'avis favorable de la commission départementale de coopération intercommunale en janvier 2016, la préfecture sollicite l'avis formel des conseils municipaux et communautaires concernés en vue de la mise en œuvre de la fusion le 1er janvier 2017.
La Communauté de communes Somme Sud-Ouest (CC2SO) est ainsi créée au 1er janvier 2017.

## Le territoire communautaire

### Géographie
La communauté était située sur 3 vallées : 
- La vallée de la Selle : axe nord sud (de Monsures à Bacouel-sur-Selle)
- La vallée des Évoissons : axe ouest est (de Frémontiers à Conty)
- La vallée des Parquets : axe sud ouest/nord est (de Thoix à Fleury).

Ce territoire rural est facilement accessible par le diffuseur  17 de l'autoroute A16 et les anciennes routes nationales RN1 et RN 320 (renommées RD 901 et RD 920). Il présente de nombreux intérêts pour le tourisme vert, avec ses nombreux étangs de pêche, ses paysages agricoles, ses vallées vertes surplombées par le plateau picard, ses châteaux et églises. La Coulée verte, implantée sur l'emprise de l'ancienne ligne Beauvais - Amiens, sert de base à de nombreuses randonnées pédestres ou en VTT.
Plusieurs campings et gîtes ruraux y sont aménagés.

### Composition
En 2016, cette communauté de communes était composée des 23 communes de l'ex-canton de Conty :
| Nom                   | Code Insee | Gentilé     | Superficie (km2) | Population (dernière pop. légale) | Densité (hab./km2) |
| --------------------- | ---------- | ----------- | ---------------- | --------------------------------- | ------------------ |
| Conty (siège)         | 80211      | Contynois   | 23,72            | 1 687 (2014)                      | 71                 |
| Bacouel-sur-Selle     | 80050      | Bacouellois | 6,24             | 493 (2014)                        | 79                 |
| Belleuse              | 80079      | Belleusiens | 7,80             | 357 (2014)                        | 46                 |
| Bosquel               | 80114      |             | 9,48             | 324 (2014)                        | 34                 |
| Brassy                | 80134      |             | 2,41             | 68 (2014)                         | 28                 |
| Contre                | 80210      |             | 9,75             | 159 (2014)                        | 16                 |
| Courcelles-sous-Thoix | 80219      |             | 4,37             | 59 (2014)                         | 14                 |
| Essertaux             | 80285      |             | 6,60             | 264 (2014)                        | 40                 |
| Fleury                | 80317      |             | 9,42             | 233 (2014)                        | 25                 |
| Fossemanant           | 80334      |             | 2,70             | 99 (2014)                         | 37                 |
| Frémontiers           | 80352      | Frémontois  | 12,89            | 155 (2014)                        | 12                 |
| Lœuilly               | 80485      |             | 17,21            | 849 (2014)                        | 49                 |
| Monsures              | 80558      | Monsurois   | 8,98             | 227 (2014)                        | 25                 |
| Namps-Maisnil         | 80582      | Nampsois    | 21,96            | 997 (2014)                        | 45                 |
| Nampty                | 80583      | Namptéens   | 5,21             | 268 (2014)                        | 51                 |
| Neuville-lès-Lœuilly  | 80594      |             | 3,17             | 130 (2014)                        | 41                 |
| Oresmaux              | 80611      |             | 11,03            | 851 (2014)                        | 77                 |
| Plachy-Buyon          | 80627      | Plachyssois | 10,13            | 890 (2014)                        | 88                 |
| Prouzel               | 80643      | Prouzellois | 5,19             | 499 (2014)                        | 96                 |
| Sentelie              | 80734      |             | 5,53             | 199 (2014)                        | 36                 |
| Thoix                 | 80757      | Théoduliens | 11,12            | 144 (2014)                        | 13                 |
| Tilloy-lès-Conty      | 80761      |             | 6,34             | 265 (2014)                        | 42                 |
| Velennes              | 80786      |             | 3,96             | 148 (2014)                        | 37                 |

### Démographie
| 1968  | 1975  | 1982  | 1990  | 1999  | 2008  | 2013  |
| ----- | ----- | ----- | ----- | ----- | ----- | ----- |
| 7 112 | 7 026 | 7 661 | 8 266 | 8 918 | 9 251 | 9 278 |

## Organisation

### Siège
Le siège de l'intercommunalité était à Conty, 8 rue Caroline Follet.

### Les élus
La communauté de communes était administrée par son conseil communautaire, composé de 40 conseillers municipaux représentant chacune des communes membres sensiblement en fonction de leur population. Pour la mandature 2014-2016, la répartition était la suivante :

- 6 délégués pour Conty ;

- 4 délégués pour Namps-Maisnil ;

- 3 délégués pour Lœuilly, Oresmaux et Plachy-Buyon ;

- 2 délégués pour Bacouel-sur-Selle, Belleuse et Prouzel ;

- 1 délégué pour les autres communes, toutes de moins de 300 habitants
Aux termes des statuts, le bureau de l'intercommunalité était composé de 15 membres élus par le conseil communautaire, dont 8 membres  représentant les petites communes n’ayant qu’un seul délégué, et 7 membres issus des communes ayant plusieurs délégués, dans la limite d’un délégué pour chacune des communes. Il comprenait :

- 1 président ;

- 4 vice-présidents ;

- 1 secrétaire ;

- 9 autres membres.
Le Conseil communautaire du 17 avril 2014 a élu son président, Joseph Bleyaert, maire de Belleuse, et ses vice-présidents pour le mandat 2014-2020.  Il s'agit de : 
1. Jean-François Corniquet, maire de Bacouel-sur-Selle, chargé du développement économique et de l'aménagement ;
2. Valérie Mouton, maire de Lœuilly, chargée de l'enfance, de la jeunesse et du scolaire ;
3. Pascal Bohain, maire de Conty, chargé de la culture, du tourisme et de la communication ;
4. Catherine d'Hoine, maire de Namps-Maisnil, chargée de l'action sociale[12].

Le conseil communautaire a également élu les autres membres du bureau, qui sont Philippe Cocq (maire de Nampty), Audouin de l’Épine (maire de Prouzel), Arnaud de Monclin (maire de Courcelles sous Thoix), Alain Domart (maire de Frémontiers), 
Jean Dubois (maire d’Essertaux), Gérard Glorieux (maire du Bosquel), Rodolphe Jandos (maire de Neuville-les-Lœuilly), Patrick Magnier (maire de Sentelie), Lionel Normand (maire de Plachy-Buyon) et Aubert Wattez (maire de Monsures).
Ensemble, ils constituaient le bureau de l'intercommunalité pour la mandature 2014-2016.

### Liste des présidents
| Période                                  | Période       | Identité         | Étiquette | Qualité                                                                       |
| ---------------------------------------- | ------------- | ---------------- | --------- | ----------------------------------------------------------------------------- |
| Les données manquantes sont à compléter. |               |                  |           |                                                                               |
| 1989                                     | décembre 2016 | Joseph Bleyaert, |           | Maire de Belleuse (1983 → ) Vice-président de la CC Somme Sud-Ouest (2017 → ) |

### Compétences
La communauté de communes exerçait les compétences qui lui ont été transférées par les communes membres, dans les conditions définies par le code général des collectivités territoriales. Il s'agit de :
- Développement économique : Sont déclarés d'intérêt communautaire :
  - L'étude, la création et la gestion de toute zone d'activité économique artisanale, commerciale, tertiaire, de plus de 3 ha ;
  - En matière d'aides aux entreprises : 1a construction, l'entretien et la gestion des ateliers relais et pépinières d'entreprises implantés sur les zones d'activités communautaires ;
  - La création et la gestion de villages vacances de plus de 5 résidences de vacances ;
  - La création et l'animation de l'Office de Tourisme communautaire.
- Aménagement de l'espace : Sont déclarés d'intérêt communautaire :
  - Le Schéma de cohérence territoriale ;
  - Le Schéma directeur de secteur ;
  - L'entretien des sentiers de randonnée bénéficiant d'une subvention du Conseil Général de la Somme ;
  - La constitution de réserves foncières pour le développement économique et l'habitat.
- Protection et mise en valeur de l'environnement : 
  - L'assainissement non collectif : À ce titre elle assure le contrôle des systèmes d'assainissement non collectif, l'aide technique aux propriétaires créant ou mettant aux normes leur installation, la mise en place d'outils permettant de faciliter l'entretien des installations ;
  - Elle peut assurer des prestations de service dans ces domaines, sous réserve des dispositions légales et réglementaires applicables en la matière.
- Logement et cadre de vie : Sont déclarés d'intérêt communautaire : 
  - Le Programme local de l'habitat conforme aux dispositions de l'article L.322 du code de la construction ;
  - La construction et/ou l'acquisition-réhabilitation de logements locatifs sociaux. Il est précisé que les communes gardent la faculté de réhabiliter leur patrimoine existant.
- Voirie : La communauté de communes :
  - Assure l'entretien du réseau de voies d'intérêt communautaire listées en annexe aux statuts. Relèvent de l'intérêt communautaire :
    - les voies intra-muros,
    - les voies permettant d'assurer une liaison entre deux communes,
    - les voies assurant la desserte d'une liaison intercommunale, d'une départementale ou d'une nationale ;

  - Assure le bordurage dans les communes le long de ces voies d'intérêt communautaire ainsi que sur les départementales, au terme d'une convention passée avec le Conseil Général de la Somme ;
  - Assure le fauchage, l'élagage et le déneigement des voies d'intérêt communautaire. Pour le déneigement des voies départementales, la communauté de communes peut conventionner avec le Conseil Général de la Somme ;
  - Peut, dans ces domaines, assurer des prestations de services pour d'autres collectivités, sous réserve des dispositions légales et réglementaires applicables.
- Équipements sportifs : La communauté de communes assure :
  - L'entretien du gymnase Claude Jeunemaître existant (attenant au collège de CONTY) ;
  - La construction et la gestion de tout nouvel équipement de plus de 100 000 € H.T.
- Actions culturelles et sportives :
  - La communauté de communes apporte son soutien technique et financier aux associations ou clubs d'intérêt communautaire définis comme ayant des adhérents originaires d'au mains 50 % des communes membres ;
  - Elle assure la programmation de spectacles d'intérêt communautaire, c'est-à-dire dont la promotion est réalisée à l'échelle intercommunale.
- Services à la population :
  - Service aides ménagères et prestataire ;
  - Participation à la Maison de l'Emploi ou toute autre structure équivalente.
- Scolaire :
  - Premier degré : la communauté de communes prend en charge, à compter du 1er janvier 2006, le fonctionnement et l'investissement (compétence limitée aux anciens statuts jusqu'à cette date).
- Enfance/Jeunesse :
  - Organisation et gestion à l'échelle du canton des centres de loisirs sans hébergement à caractère public ;
  - Création d'équipements destinés à accueillir des groupes en centres de loisirs durant l'été ;
  - Organisation et gestion des crèches publiques à l'échelle du canton ;
  - La communauté de communes du canton de CON'TY pourra, en outre, apporter un concours financier aux structures associatives du canton œuvrant dans ces domaines.

### Organismes de regroupement
La communauté adhérait aux organismes intercommunaux suivants : 
- SI mixte du Pays de Somme sud-ouest
- SI mixte équip championnat monde attelage Conty

### Fiscalité
La Communauté de communes était un établissement public de coopération intercommunale à fiscalité propre.
Afin d'assurer ses compétences, la communauté de communes percevait une fiscalité additionnelle aux impôts locaux perçus par les communes, avec fiscalité professionnelle de zone et sans fiscalité professionnelle sur les éoliennes.

## Réalisations
La communauté a notamment aménagé un pôle économique à Essertaux et d'un atelier-relais pour la société Touquet Savour (conditionnement et  vente de pommes de terre à chair ferme), et a réalisé l'extension du gymnase Claude Jeunemaître à Conty.
Elle a eu une activité importante pour favoriser le maintien à domicile des personnes âgées, entretient 140 km de voiries à la place des communes, et a créé une déchetterie à Lœuilly.
En matière d'équipements, pendant son existence, elle a investi des millions d’euros notamment pour le gymnase de Plachy-Buyon, le périscolaire de Namps-Maisnil, l’agrandissement de l’école de Lœuilly, la cantine d’Oresmaux et la crèche de Conty, dernier bâtiment inauguré.
La Communauté finançait également deux crèches associatives, les accueils de loisirs, le service d’aides à domicile, l’appui aux associations, ainsi que l'Office du tourisme de la Vallée de la Selle à Conty.